# Cryptophagus spadiceus
Cryptophagus spadiceus là một loài bọ cánh cứng trong họ Cryptophagidae. Loài này được Falcoz miêu tả khoa học năm 1925.